# GIRLS' ROCK √Hakurai
『GIRLS' ROCK √Hakurai』（ガールズ・ロック ルート はくらい）は、デーモン小暮のカバー・アルバム。

## 概要
avex移籍後2枚目のアルバムであり、1970年代から1990年代に女性シンガーがカバーした海外の楽曲を再カバーしたアルバムとなっている。
スウェーデンのバンドである「コード」のアンダース・リドホルムをはじめ、ボーカルのシャーウッド・ボールを除くメンバーが参加した。また、ドラマーのグレッグ・ビソネットが参加した。
初回限定盤には、ミュージック・ビデオ、特典舶来映像を収録したDVDが付属している。

## 収録曲

### CD（初回限定盤・通常盤共通）
1. ヒーロー (Holding Out For A Hero)
麻倉未稀の1984年の楽曲。
TBS系『オビラジR』エンディング・テーマ[6]。
2. 愛が止まらない (Turn It Into Love)
Winkの1988年の楽曲。
3. ダンシング・ヒーロー (Eat You Up)
荻野目洋子の1985年の楽曲。
4. Mr.サマータイム
サーカスの1978年の楽曲。
5. 今夜はANGEL (Tonight Is What It Means To Be Young)
椎名恵の1986年の楽曲。
6. 雨音はショパンの調べ (I Like Chopin)
小林麻美の1984年の楽曲。
7. NEVER
未唯の1984年の楽曲。
8. ランバダ (Lambada)
石井明美の1990年の楽曲。
9. チェリー・ボンブ -悩殺爆弾- (Cherry Bomb)
ガールズの1977年の楽曲。
10. SHOW ME
森川由加里の1987年の楽曲。
11. タフな気持ちで (Don't Cry)
渡辺美里の1985年の楽曲。

### DVD（初回限定盤のみ）
1. ヒーロー(Holding Out For A Hero) -VIDEO CLIP-
2. GIRLS' ROCK√Hakurai -MAKING-